# Marcelo Carrusca
Marcelo Adrián Carrusca (1 september 1983, La Plata) is een Argentijnse voetballer die bij voorkeur als aanvallende middenvelder speelt. Hij verruilde in september 2017 Adelaide United voor Melbourne City. 
In het verleden speelde hij voor  Galatasaray en Estudiantes de la Plata. In het U-20 Argentijns voetbalelftal scoorde hij reeds 2 goals tijdens de 16 keer dat hij op het veld verscheen.
Voordat Carrusca bij Galatasaray tekende, beweerde hij meerdere aanbiedingen van Europese clubs naast zich neer te hebben gelegd. Doorslaggevend voor zijn keuze voor Galatasaray was hun Europees verleden, de recente bekers en het potentieel om in UEFA Champions League op te treden. Niet te verwonderen, wetende dat het vijfjarig contract dat hij bij dit team tekende op 27 juli 2006, ongeveer €1,8 miljoen waard is. Hij heeft zijn eerste doelpunt voor Galatasaray op 16 september 2007 gescoord tegen Konyaspor.
In seizoen 2008-2009 werd hij uitgeleend aan Cruz Azul. Na afloop van de uitleenbeurt keerde Carrusca terug naar Estudiantes de la Plata, de club waar hij zijn carrière begon. In 2010 en 2011 volgden uitleenbeurten aan respectievelijk CA Banfield en Quilmes AC. San Martín de San Juan nam hem in augustus 2011 definitief over van Estudiantes. Hierna speelde hij van 2012 tot 2017 bij Adelaide United.